# Acacia recurva
Acacia recurva é uma espécie de leguminosa do gênero Acacia, pertencente à família Fabaceae.